# Amami (Nek)
Amami è il primo singolo del cantante Nek pubblicato nel 1992 come primo estratto dal primo album in studio Nek.

## Tracce
1.Amami - 3:50 (Nek, Massimo Varini, Antonio Verrascina)

## Formazione
- Nek – voce, chitarra ritmica, basso
- Giuseppe Isgrò – tastiera
- Massimo Sutera – basso
- Mauro Gherardi – batteria
- Claudio Govi – percussioni
- Massimo Varini – chitarra acustica, chitarra elettrica
- Serenella Occhipinti –cori